# 南山街道 (绵阳市)
南山街道，是中华人民共和国四川省绵阳市涪城区曾经下辖的一个街道。
2019年11月29日，撤销南山街道，将其所属行政区域划归石塘街道管辖。

## 行政区划
南山街道下辖以下地区：
御营社区一社区、御营社区二社区、御营社区三社区、御营社区四社区、西河路社区、石塘路社区、小浮桥社区和南塔路区社区。